# Jenišovice, Chrudim
Jenišovice là một làng thuộc huyện Chrudim, vùng Pardubický, Cộng hòa Séc.